# Oetl Antal

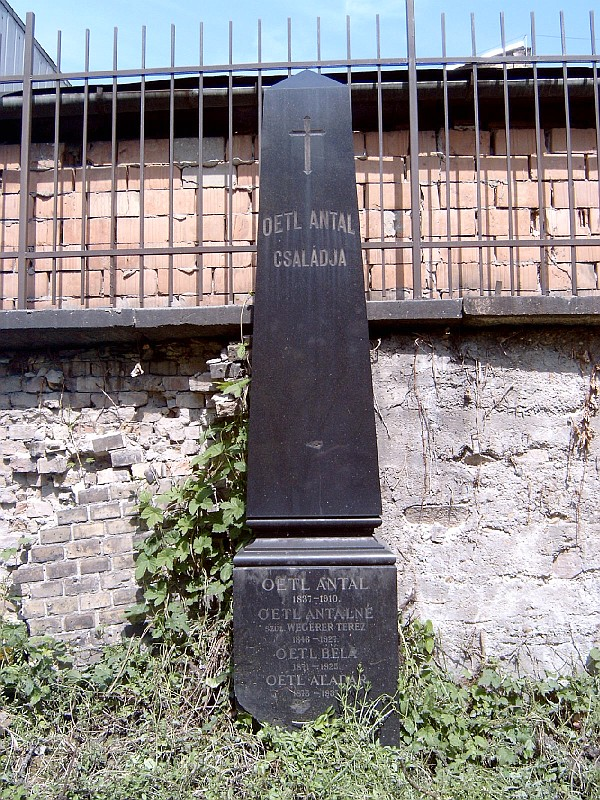
Oetl Antal sírja a Fiumei úti temetőben

Oetl Antal (Buda, 1837 – Budapest, 1910. november 13.) vasöntő, gyáros (vasöntöde- és gépgyáralapító).

## Életpályája
A lakatosszakmával  14 éves korától ismerkedett meg. Miután felszabadult, hosszabb vándorutat tett külföldön. Útja utolsó állomásán, Párizsban sajátította el a vasöntést 1860-ban.  Hazatérése után, 1862-ben Kőbányán állította fel az első vasöntő üzemét,  bátyjával, Oetl Jánossal közösen.   Vasöntőszakmájában úttörő munkát végzett, a vasöntést felvirágoztatta, kézműves műhelyét gyárvállalattá fejlesztette.
Vállalkozásban lakatosmunkákkal, páncélszekrények készítésével, gépalkatrészek gyártásával foglalkozott.
Mivel az Oetl-gyártelep egy része a Sugárút (a későbbi Andrássy út) építési területére esett, így a főváros megváltását elfogadva vállalkozásukat feloszlatták.

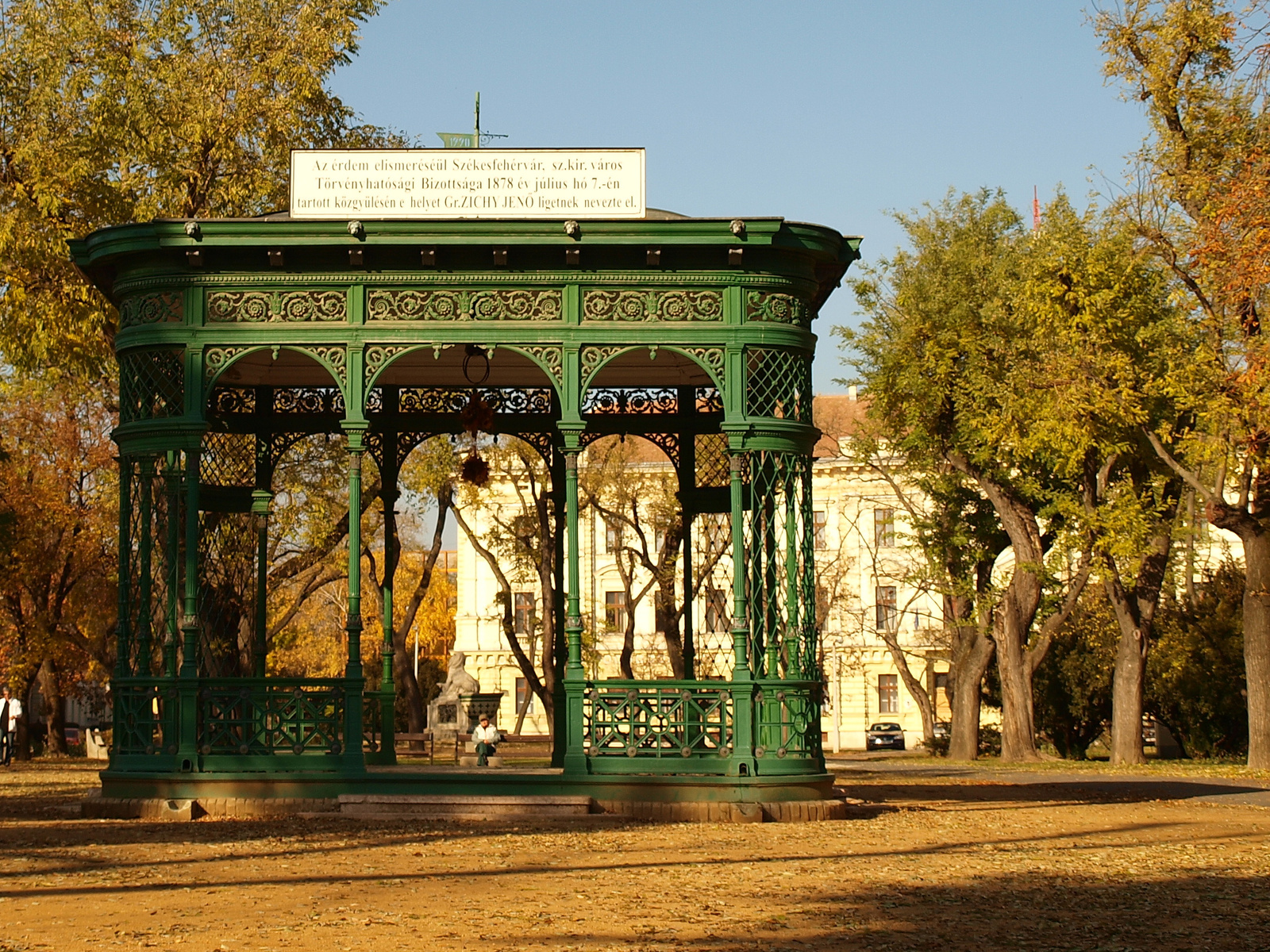
Öntöttvas zenecsarnok Székesfehérváron, Oetl gyárában készült; műemlék

### Oetl Antal gyára
Oetl Antal egyedül folytatta vállalkozását: 1872-ben az Erzsébetvárosban, az István úton, felépítette vasöntödéjét és gépgyárát, majd 1907 –1908 között Kőbányára költözött. Itt főként víz- és gázcsöveket gyártott. vasmunkáival foglalkozott. Specialistája lett a pálmaházaknak - nála készültek  a Füvészkert pálma- és növényházai is). Cége Oetl Antal életének utolsó éveiben a cég már mintegy 400–500 munkást foglalkoztatott.

### A gyár vasmunkái középületeken (válogatás)
Az Oetl gyár öntötte a Duna-parti rácsozatokat, továbbá számos budapesti középülethez szállított öntödei termékeket. Pl.
- Keleti pályaudvar,
- Gresham-palota,
- Vasudvar,
- Haris-bazár,
- Hold utcai csarnok,
- Pesti Magyar Kereskedelmi Bank

## Emlékezete
Oetl Antal sírja a Fiumei úti temetőben található.